# Endorfin
Endorfin är ett peptidhormon (opioidpeptid) som kroppen tillverkar själv av proopiomelanokortin, och som lindrar smärta. Hormonet påverkar vår vilja att sova, äta och dricka. Endorfin utsöndras bland annat vid skratt, stress, motion, men även av sex och förälskelse.
Endorfin anses ofta vara kroppens eget morfin, av den anledningen att ämnena, precis som morfin, heroin och andra opiater, binder till så kallade opioidreceptorer. Kemiskt är dock endorfin och morfin helt obesläktade. På samma sätt som effekten av morfin och heroin kan hämmas med hjälp av naloxon, har detta ämne samma hämmande effekt på de kroppsegna endorfinerna.